# 戸髙一成
戸髙 一成（とだか かずしげ、1948年（昭和23年）4月10日 - ）は、日本の海軍史研究家。呉市海事歴史科学館（大和ミュージアム）館長、呉市参与。

## 略歴
宮崎県出身。東京都立忍岡高等学校を経て、1973年に多摩美術大学美術学部彫刻科を卒業。友人とデザイン会社を経営するが、5年ほどでやめて海軍の研究を始め、海軍関係者と知合いとなった機縁で財団法人史料調査会に勤め、主任司書となる。1992年、同財団理事。その傍ら、当時戦記物を出版していた今日の話題社の経営に10年程関わり、社長も務めた。1994年、旧厚生省より戦没者追悼平和祈念館設立準備室の立ち上げを依頼され転籍、今日の話題社社長も辞職。1999年に昭和館図書情報部長、2004年に呉市企画部参事補、2005年4月より呉市海事歴史科学館長。
2019年 『［証言録］海軍反省会』全11巻で菊池寛賞（出版社のPHP研究所との同時受賞）。

## 著書

### 単著
- 『戦艦大和復元プロジェクト』（角川oneテーマ21新書、2005年）
- 『戦艦大和に捧ぐ』（PHP研究所、2007年）
- 『聞き書き・日本海軍史』（PHP研究所、2009年）
- 『海戦からみた日露戦争』（角川oneテーマ21、2010年）
- 『海戦からみた日清戦争』（角川oneテーマ21、2011年）
- 『海戦からみた太平洋戦争』（角川oneテーマ21、2011年）
- 『日本海軍戦史　海戦からみた日露、日清、太平洋戦争』（角川新書、2021年）

### 共著
- （半藤一利）『日本海海戦かく勝てり』（PHP研究所、2004年／PHP文庫、2012年）
- （半藤一利・横山恵一・秦郁彦）『歴代海軍大将全覧』（中公新書ラクレ、2005年）
- （半藤一利・保阪正康・中西輝政・福田和也・加藤陽子）『あの戦争になぜ負けたのか』（中公新書ラクレ、2005年）
- （半藤一利）『愛国者の条件　昭和の失策とナショナリズムの本質を問う』（ダイヤモンド社、2006年／「日本人と愛国心」 PHP文庫、2014年）
- （諏訪哲二・森永卓郎・長山靖生・桜井裕子）『社説対決　五番勝負』（中公新書ラクレ、2007年）
- （半藤一利・秦郁彦・平間洋一・保阪正康・黒野耐・戸部良一・福田和也）『昭和陸海軍の失敗　彼らはなぜ国家を破滅の淵に追いやったのか』（文春新書、2007年）
- （半藤一利・秦郁彦・前間孝則・鎌田伸一・江畑謙介・兵頭二十八・福田和也・清水政彦）『零戦と戦艦大和』（文春新書、2008年）
- （江川達也）『知識ゼロからの日清日露戦争入門』（幻冬舎、2009年）
- （半藤一利・秦郁彦・原剛・松本健一）『徹底検証　日清・日露戦争』（文春新書、2011年）
- （半藤一利・秦郁彦）『連合艦隊　戦艦12隻を探偵する』（PHP研究所、2011年）
- （澤地久枝・半藤一利）『日本海軍はなぜ過ったか　海軍反省会四〇〇時間の証言より』（岩波書店、2011年／岩波現代文庫、2015年）
- （大木毅）『帝国軍人 公文書、私文書、オーラルヒストリーからみる』（KADOKAWA、角川新書、2020年7月） ISBN 978-4-04-082334-8

### 編集・監修
- 木村鷹太郎『一天四海五大洲の大日蓮』（八幡書店、1985年）、復刻解説
- 『フォトグラフ日本海軍』（全5巻、国書刊行会、1985年）
- 堀元美・阿部安雄共著『写真集 連合艦隊』（朝日ソノラマ、1986年）
- 『聖将東郷全伝　別巻』（国書刊行会、1987年）
- （阿部安雄）『福井静夫著作集』全12巻（光人社、1992年-2003年）
- （林唯一）『爆下に描く　戦火のラバウルスケッチ紀行』（校訂、中公文庫、2000年）
- 松本喜太郎『戦艦大和設計と建造』（アテネ書房、2000年／増補決定版、ダイヤモンド社、2006年）
- 海軍義済会編『日本海軍士官総覧』（柏書房、2003年）
- 『極秘日露海戦写真帖』（柏書房、2004年）
- 『日本海軍進水絵はがき』全4巻（光人社NF文庫、2004年）
- 『空母「千代田」+「陸軍M丙型空母」』（プレアデス工房、2004年）
- 『秋山真之戦術論集』（中央公論新社、2005年／中公文庫 全2巻、2019年）
- 呉市海事歴史科学館編『日本海軍艦艇写真集』全5巻・別巻（ダイヤモンド社、2005年）
- 『軽巡「大淀」 新造時+改装後　一般艤装図』（プレアデス工房、2005年）
- 『［証言録］ 海軍反省会』全11巻（PHP研究所、2009年-2018年）
  - 『特攻知られざる内幕　「海軍反省会」当事者たちの証言』（PHP新書、2018年）、編著（上記の解説）
- 『日本海海戦の証言　聯合艦隊将兵が見た日露艦隊決戦』（光人社、2011年／光人社NF文庫、2018年）
- 『証言・戦艦「武蔵」』（新人物文庫、2015年）
- （マーティン・ミドルブルック／パトリック・マーニー）『戦艦　マレー沖海戦』（内藤一郎訳、シリーズ〈人間と戦争〉早川書房、2023年）

### 訳書
- アルフレッド・T・マハン『マハン海軍戦略』（井伊順彦と共訳、中央公論新社、2005年）

## 出演
- NHKアカデミア「戸髙一成 生きるヒントが、ここに。」（2023年8月9日、NHK Eテレ）[3]